# Nedre Österfors
Nedre Österfors er en småort i Gagnefs kommun i Dalarnas län i Sverige. Den ligger lige syd for Övre Österfors og omkring tre kilometer vest for Gagnefs kyrkby. Byerne som tilsammen kaldes Österfors har sit navn af at den ligger øst for det nu udbyggede vandfald i Gråda. Byen er klassificeret som statsinteresse.

## Historie
I år 1603 boede fire familier i Österfors, i 1697 var der syv husstande, i 1773 17 og i 1910 boede 293 personer fordelt på 55 familier på 50 gårde, og i år 2000 var der 20 husstande. I slutningen af 1800-tallet udvandrede 23 % af Österfors' befolkning dvs. nogle og 70 ud af i alt 293.

## Flydebro
I byen findes en af de sidste tilbageværende flydebroer i Sverige. Den går over Österdalälven og har ifølge forskere rødder 300 år tilbage i tiden. Broen var tidligere et vigtigt forbindelsesled mellem byerne men har i dag mistet sin betydning. Konstruktionen er 144 meter lang og fire meter bred. Broen blev i 2009 renoveret af Vägverket og er i dag en gang- og cykelbro. I det nærtbeliggende Gagnef findes en yderligere flydebro, som må benyttes af køretøjer op til fire tons. Ved en renovering har den mistet sin karakteristiske "pukkel". Flydebroen i Nedre Österfors har dog stadigvæk puklen, hvis formål er at lade blandt andet tømmerflåder flyde uhindret under broen.